# Tijucas do Sul
Tijucas do Sul este un oraș în Paraná (PR), Brazilia.